# Peștera Șugău
Peștera Șugău este o rezervație speologică, localizată în partea centrală a României, în județul Harghita. S-a format într-o lentilă de calcar din muntele Șipoș, masiv situat în munții Giurgeului și este dispusă pe 4 nivele și lungă de 1021 m. Gura de intrare se află la altitudinea de 1060 m, umiditatea în peșteră este de peste 90%, iar temperatura din interior este de 7-9 grade. Descoperită în 1934, a fost cercetată mai în amănunt în anul 1965. Aria protejată are o suprafață de 17 ha și protejează mai multe specii printre care și Epipactis astrorubens, Gimnadenia conopseea și Cephalantera rubra. Accesibilă din localitatea harghiteană Voșlăbeni.